# Alberto Cerreti
Alberto Cerreti (n. 7 februarie 1939, Sorano, Toscana, Italia – d. 7 septembrie 2019, Montevarchi, Toscana, Italia) a fost un politician italian.